# Distretto di Xihe
Il distretto di Xihe (细河区S, Xìhé QūP) è un distretto della Cina, situato nella provincia di Liaoning e amministrato dalla prefettura di Fuxin.